# Collège Saint-Augustin
 (avril 2015).
Si vous disposez d'ouvrages ou d'articles de référence ou si vous connaissez des sites web de qualité traitant du thème abordé ici, merci de compléter l'article en donnant les références utiles à sa vérifiabilité et en les liant à la section « Notes et références ».
Le Collège Saint-Augustin de Gerpinnes est un établissement scolaire libre subventionné en Communauté française de Belgique, fondé en 1949, dispensant un enseignement fondamental et secondaire.  Il est réparti sur deux implantations réunies dans l'ASBL Communauté éducative du Collège Saint-Augustin.

## Implantations

### Implantation de Gerpinnes
La première implantation se situe à Gerpinnes, au 13 avenue Reine Astrid. Un enseignement maternel, primaire, secondaire général ainsi qu'un enseignement secondaire technique de qualification y sont dispensés.

### Implantation de Thy-le-Château
La seconde implantation se situe à Thy-le-Château (Walcourt), au 16 rue de la Thyria. Un enseignement professionnel y est dispensé.

## Historique[1]

### Tout commence en...
- 1931

Lors de l'inauguration et la bénédiction des nouveaux bâtiments. (appelés actuellement Bloc A). du Séminaire Canonial des Chanoines Réguliers de Latran par son Excellence Monseigneur Rasneur, évêque de Tournai. Ces bâtiments énormes construit en béton et armés de barres de fer furent les premiers du genre en Europe. Entièrement conçu pour l'enseignement avec internat. Il comprenait un réfectoire, une salle de jeux et un atelier de menuiserie au sous-sol, des classes et une grande salle d'étude au premier étage et enfin deux étages de petites chambres.
- 1949

Le Révérend Père Vissers, prieur de la Communauté religieuse des Chanoines de Latran reçoit l'autorisation officielle de l'évêché de Tournai d'accepter à Gerpinnes des non-séminaristes. De ce fait, quelques adolescents qui ne se destinent pas au sacerdoce mais désirent poursuivre leurs humanités, s'inscrivent au séminaire. Ainsi se dessine à cette époque la nouvelle orientation du séminaire.
- 1950

Ouverture de la 7e préparatoire (dernière année de l'enseignement primaire) et du cycle inférieur des humanités gréco-latines.
Le 21 juillet, un terrible incendie ravage toute la toiture et le dernier étage du prieuré. La reconstruction permet l'ajout d'un étage supplémentaire en donnant une autre forme à la toiture ainsi que l'installation en façade de la statue de Saint-Augustin évêque d'Hippone (354-430), auteur de la règle de vie communautaire suivie par les Chanoines de Latran.
- 1951

Le Révérend Père G. Hesper devient le premier directeur du secondaire tout en assumant une charge de professeur de latin et de grec.
- 1954

À la demande du Révérend Père Abbé Soetemans. les humanités gréco-latines se continuent jusqu'à la rhétorique.
Par la même occasion, deux professeurs laïcs sont engagés à mi-temps, Messieurs Gilles et Dumont.
- 1957

Pour la première fois, les 4 rhétoriciens sortis du Collège Saint-Augustin voient leur certificat de l'enseignement secondaire supérieur homologué.
- 1958

Exposition universelle de Bruxelles que les élèves du collège vont visiter... C'est l'année de la signature du Pacte scolaire qui veut imposer une paix scolaire entre les différents réseaux d'enseignement.

### De 1961 à 1970
- 1961

Fin des travaux de construction d'un nouvel internat (bloc B actuel) comprenant trois dortoirs de 30 chambres chacun, ainsi qu'un grand réfectoire situé au rez-de-chaussée. Montant de l'emprunt : 7 millions de francs remboursables en 20 ans.
- 1962

Les Pères continuent à moderniser et à agrandir : la cuisine du collège est transformée afin de mieux répondre aux besoins du moment.
- 1963

La rentrée en secondaire se révèle médiocre pour diverses raisons, notamment l'ouverture du Collège Saint-Pie X à Châtelineau (clergé séculier) et le manque d'intérêt manifesté pour les humanités gréco-latines au profit d'études à caractère plus scientifique telles Latin-Math, Latin-Sciences, Scientifiques, Économiques.
- 1964

Afin de garantir un meilleur recrutement en Humanités et permettre à la section primaire d'être subsidiée par l'État sur la base de 24 élèves, ouverture des 5e et 6e années. La 7e préparatoire n'avait jamais compté plus de 18 élèves.
- 1965

Un décret accorde la polyvalence des diplômes.
- 1966

Le 8 janvier, bénédiction et inauguration en présence de l'inspecteur principal Hermant de quatre nouveaux locaux préfabriqués, nécessaires à la suite de l'ouverture du cycle complet des années primaires.
- 1968

Le 9 mars, bénédiction et inauguration d'une salle omnisports par les Révérends Pères Vissers, Van Zandbeeck, prieur de la Communauté Religieuse et Hesper, directeur des humanités.
En septembre, après consultation des parents de 4e moderne, ouverture de la 3e économique. Elle est soumise aux mêmes conditions que celles de la 6e moderne dans le but de ne pas faire concurrence à l'enseignement libre de Châtelet et de Florennes. Cette section connut peu de succès.
- 1969

Monsieur Georges Lafontaine, titulaire de 5e primaire, succède à Monsieur Danvoy au poste de chef d'école.

### De 1971 à 1980
- 1971

À la suite des conseils de Monsieur Dumortier, alors chef de cabinet-adjoint du Premier ministre de l'époque et malgré l'avis défavorable du Secrétariat National de l'Enseignement Catholique (SNEC). Monseigneur Carlier donne son accord pour l'ouverture des Scientifiques B (4e , 5e et 6e années).
Pendant ces années noires, Chanoines et laïcs assument bénévolement un certain nombre d'heures de cours et des prestations diverses afin d'éviter à tout prix la fermeture du collège.
Alors que l'enseignement secondaire RENOVE a démarré à titre expérimental depuis 1969 dans 24 écoles secondaires de l'État. Le collège opte pour cette forme d'enseignement et l'instaure progressivement. C'est ainsi que vont se développer au collège de nouvelles options dans les différents niveaux d'études. Après 20 années de direction et de démarches tous azimuts pour assurer la survie du collège, le Révérend Père Hesper demande à être remplacé dans sa fonction. Le Révérend Père De Rycke, dernier directeur religieux prend sa succession : de suite, il sera confronté à toutes les nouveautés et les exigences du rénové.
- 1974

Changement de Pouvoir Organisateur.
Les Chanoines de Latran confient la responsabilité de la gestion de leur école à un Pouvoir Organisateur composé de Chanoines et de laïcs engagés.
Le 13 décembre, l'Assemblée Générale des quatorze membres constituants de l'ASBL du Collège Saint-Augustin se réunit pour la première fois. En font partie
Bioul Jules, ingénieur ; Hesper Gérard. prêtre ; Charles Arthur, conseiller de gestion ; Lafontaine Georges, enseignant ; Damsin Andrée-Hélène. industrielle ; Laurent Étienne. notaire ; De Rycke Marnix, prêtre ; Merny Georges. enseignant ; Dobbeling Daniel. prêtre ; Noël Daniel. enseignant ; Dries Antoine, prêtre ; Roland Henry. enseignant ; Durieux Noël. magistrat ; Voiturier Jean-Pierre. ingénieur
Le 21 décembre, le Conseil d'Administration de l'ASBL du Collège Saint Augustin. chargé de la gestion journalière de l'école, se réunit à son tour.
Instauration progressive de la mixité dans l'enseignement secondaire. Les 6 premières jeunes filles avaient leur frère inscrit à l'école. Elles sont aujourd'hui plus de 400. Le signe de parenté n'a pas perduré.
- 1976

Pour la première fois depuis l'existence du collège, un laïc, Monsieur Michel Pirson, surveillant éducateur, accède au poste d'éducateur-économe pour y remplacer le Révérend Père Hesper.
- 1978

À la suite de la demande du Révérend Père De Rycke d'être relevé de ses fonctions, le Pouvoir Organisateur du collège désigne Monsieur Guy Allard, ancien professeur de sciences économiques à l'institut Saint-Joseph de Châtelet, comme premier directeur laïc du secondaire et responsable de l'internat.
- 1979

En avril, le collège achète un minibus Mercedes (24 places) pour assurer le transport des élèves notamment vers le bassin de natation de Biesme.
En juin de la même année, le Pouvoir Organisateur de l'ASBL marque son accord pour reprendre l'École Professionnelle Notre-Dame de Grâce de Thyle-Château, propriété de la Congrégation Religieuse des Filles de Marie à Pesche, alors sous la direction de Sœur Agnès.
Toutefois, chaque implantation gardera sa direction propre : ainsi, Monsieur Francis Gorez, professeur de français à Gerpinnes, assumera la fonction de directeur de l'École Professionnelle de Thy-le-Château.
Au cours des mois de juillet et d'août, un bâtiment préfabriqué de 254 m2 (4 locaux + 1 dégagement) destiné aux élèves de l'école primaire est érigé à l'emplacement d'un des terrains de sports, situé dans le parc du collège.
En septembre. Monsieur Philippe Vandenbosch. surveillant-éducateur, succède à Monsieur Daniel Noël, en tant que responsable de la discipline de l'enseignement secondaire.
- 1980

Le 28 août, les Chanoines Réguliers de Latran invitent les membres de l'ASBL du collège à fêter en leur compagnie la Saint-Augustin et par la même occasion marquer le 50e anniversaire de leur arrivée à Gerpinnes.
En septembre. l'augmentation constante de la population scolaire, notamment en secondaire, nécessite à la fois la transformation du préau en 2 classes (cour intérieure du collège) ainsi que le dortoir (3e étage du bloc A) en 5 classes.
Cette même année, le Révérend père Martens assure la direction de l'internat.
À Thy-le-Château, ouverture de l'option professionnelle COIFFURE qui viendra s'ajouter à l'option HABILLEMENT existante.

### De 1981 à 1990
- 1981

L'École Paroissiale Saint-Michel de Gerpinnes-Centre (3 classes maternelles et 3 classes primaires) est reprise par l'École Primaire du Collège Saint-Augustin.
Ouverture d'une section technique de qualification, option AIDE-COMPTABLE (3e et 4e années) qui se prolonge sur l'option GESTION INFORMATIQUE (5e et 6e années).
Le 1er septembre, la population scolaire de l'École Professionnelle de Thyle-Château n'atteint plus le quorum requis pour pouvoir rester autonome en conséquence, elle est reprise par Gerpinnes et de ce fait, Monsieur Guy Allard dirige les deux implantations.
Monsieur Francis Gorez d'abord, Mesdames Chantal Marchal et Françoise Leroy ensuite l'aideront dans sa tâche en assurant à Thy-le-Château la gestion journalière de l'implantation.
- 1984

En mars, signature du bail emphytéotique pour une durée de 50 ans. entre l'ASBL Collège Saint-Augustin et les responsables des œuvres décanales du doyenné de Walcourt, concernant la location des bâtiments scolaires de l'implantation de Thy-le-Château.
En octobre, le nombre de périodes de cours de pratique professionnelle permet la création d'un poste de chef d'atelier sur l'implantation de Thy-leChâteau. Madame Paulette Lechat, professeur d'arts ménager, y est désignée. Mesdames Catherine Dejaiffe d'abord et Jeannine Derenne ensuite lui succéderont à ce poste.
- 1985

À la suite de la diminution constante du nombre d'internes (38) entraînant un déficit budgétaire dans le fonctionnement de l'internat et à l'obligation d'investir à nouveau pour assurer une meilleure infrastructure, le conseil d'administration prend bien à regret la décision de fermer l'internat.
La salle de jeux des internes située à l'entresol du bloc A est transformée en quatre classes et un bureau.
En octobre, la population scolaire atteint 600 élèves en secondaire. Le Pouvoir organisateur désigne au poste de sous-directeur: Monsieur Daniel Noël alors professeur d'histoire en humanités. Sa fonction s'exercera essentiellement dans le champ pédagogique.
Le Pouvoir Organisateur du collège lance un grand projet de constructions de quelque cent millions de francs remboursables en 30 ans, à la fois sur les sites de Thy-le-Château et de Gerpinnes.
- 1987

Le 24 août, des pluies diluviennes s'abattent subitement sur le centre de la commune de Gerpinnes et ses environs. La Biesme se transforme en un torrent d'eau et de boue et dévaste tout sur son passage. Elle provoque la mort de plusieurs personnes et occasionne des dégâts estimés à plusieurs centaines de millions de francs. Le collège et le bâtiment des Chanoines n'échappent pas aux inondations.
Grâce à l'aide conjuguée du fonds des calamités et des nombreux dons d'origine diverse ainsi qu'au dévouement de l'ensemble du corps professoral, le collège pourra panser une partie de ses plaies et maintenir la date de rentrée du 1er septembre.
- 1990

Le Conseil d'Administration de l'ASBL donne son accord pour l'ouverture dès la 3e année de l'option deuxième langue moderne anglais ou néerlandais, 4 heures semaine.
En automne, l'Exécutif de la Communauté Française décrète de faire des économies pour assurer son équilibre financier. En réaction, les enseignants entrent en grève ...durant plus d'un mois. Leurs revendications sont à peine entendues. Cette grève les marquera douloureusement... La fin du Rénové se prépare.

### De 1991 à 2000
- 1991

Monsieur Henry Bonnewijn, ancien titulaire de 6e primaire à l'École Libre Sainte-Marie de Morialmé, remplace Monsieur Lafontaine au poste de directeur de l'École Fondamentale du Collège Saint-Augustin.
- 1992

Le 30 juin. Monsieur Allard, directeur du collège, met un terme à sa carrière dans l'enseignement.
Le 1er septembre, Monsieur Soyeur, ancien professeur de langues germaniques au Collège Saint-Michel de Gosselies est désigné pour remplacer Monsieur Allard au poste de directeur de l'enseignement secondaire à Gerpinnes.
Monseigneur Léonard, nouvel évêque du diocèse de Namur, se rend à Thy-le-Château. Au cours de cette visite, il s'entretient particulièrement avec les élèves de la 7e professionnelle de l'option coiffure après avoir partagé la collation de dix heures avec les membres du corps professoral.
- 1993

Madame P. Potigny, professeur de chimie et physique du collège, succède à Monsieur Soyeur au poste de directrice.
- 1994

À Gerpinnes, le 3e étage du bloc B est aménagé en classes grâce notamment à l'aide de quelques membres du corps professoral.
- 1995

Ouverture à Thy-le-Château d'une 2e année professionnelle formation de base en remplacement des 2e professionnelles options coiffure et habillement.
- 1997

Inauguration dans le parc du collège de la plaine de sports.
- 1999

L'année du Cinquantenaire de l'école et du 25e Anniversaire de la création de l'ASBL est aussi celle du 400e anniversaire de la réalisation par l'orfèvre namurois Henri Libert de la châsse de Sainte Rolende, commémoré dans la commune par de grandes manifestations.
Grâce à l'aide de la Région Wallonne, les sections secondaires de Gerpinnes se voient équipées d'un matériel informatique (WIN).
À la rentrée de septembre, la population scolaire atteint son nombre le plus élevé d'élèves depuis la création de l'école : 718 pour l'enseignement secondaire et 458 pour l'enseignement fondamental soit un total de 1176 élèves.